# Scottish fold
Scottish fold er en kat, som har hængende ører. Den er ikke godkendt i Danmark. Det var en mutation, der fik kattens ører til at hænge. Nogle mener at det er en syg kat, fordi den er en slags mutation. Katten stammer fra Skotland.
'Scottish fold' er engelsk og betyder på dansk 'skotsk fold'.

## Eksterne links
- The Cat Fanciers' Association om Scottish folds (engelsk)

## Galleri
- En velnæret Scottish fold

 Der er for få eller ingen kildehenvisninger i denne artikel, hvilket er et problem. Du kan hjælpe ved at angive troværdige kilder til de påstande, som fremføres i artiklen.